# Leopold Infeld
Leopold Infeld (Cracóvia, 20 de agosto de 1898 — Varsóvia, 15 de janeiro de 1968) foi um físico polonês.

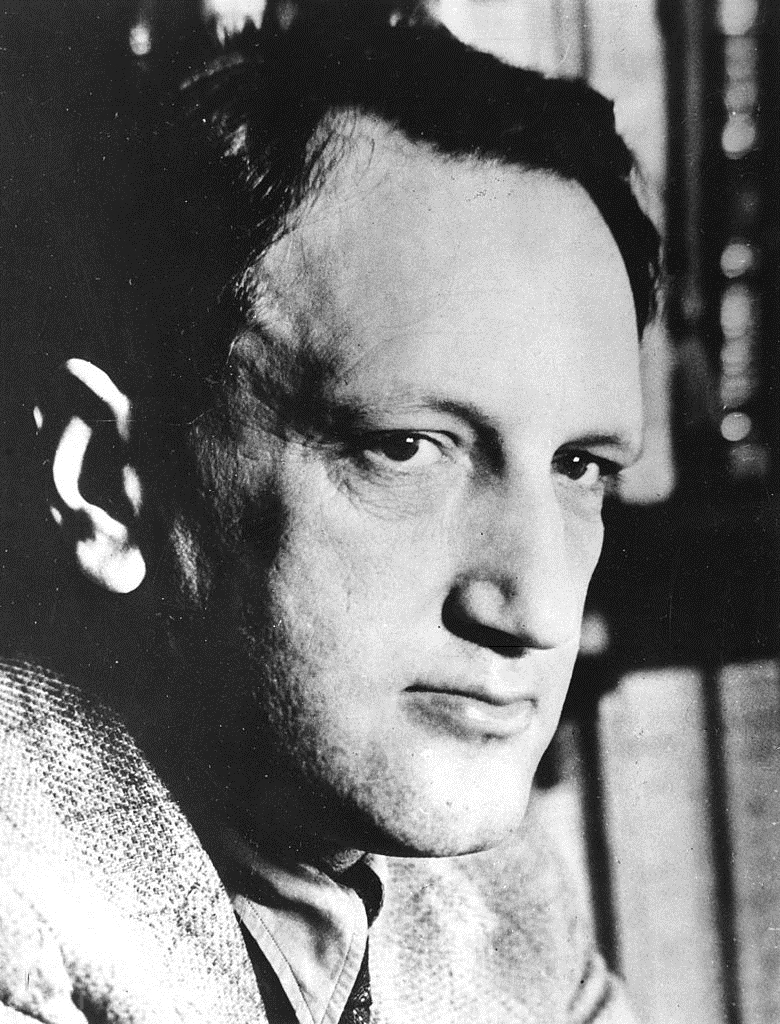
Leopold Infeld em 1938

Trabalhou principalmente na Polônia e no Canadá (1938–1950). Foi bolsista da Fundação Rockefeller na Universidade de Cambridge (1933–1934) e um membro da Academia de Ciências da Polônia.
Foi um dos signatários do Manifesto Russell-Einstein.

## Obras
- com Albert Einstein: The Evolution of Physics. Simon and Schuster, 1938.
  - Edição em alemão: Die Evolution der Physik. Traduzido por Werner Preusser. Viena 1973 (primeira edição em alemão Viena (Zsolnay Verlag) 1950 e Leiden 1949).
- Leben mit Einstein - Konturen einer Erinnerung. (Título original: Sketches from the past, traduzido por Walter Hacker) Viena 1969.
- Albert Einstein, his work and its influence on our world. Scribner, Nova Iorque 1950.
- Quest - the evolution of a scientist. An Autobiography. Victor Gollancz 1941, 2. Edição 1980, AMS Chelsea Publishing, ISBN 0-8284-0309-0.
- com Jerzy Plebański: Motion and Relativity. Londres, Pergamon Press 1960.
- com Max Born: Erinnerungen an Einstein. Berlim, Union Verlag 1969.
- Why I left Canada: reflections on science and politics. Queen´s University Press, Montreal 1978.
- Whom the God´s love – the story of Evariste Galois. Whittlesey House, Nova Iorque 1948.
- The World in modern science: matter and quanta. Victor Gollancz, 1934 (Prefácio por Einstein).